# The Crew 2
The Crew 2 ist ein Open-World-Rennspiel aus dem Hause Ivory Tower und wurde von Ubisoft am 29. Juni 2018 veröffentlicht. Es ist erhältlich für Microsoft Windows, PlayStation 4, PlayStation 5 und Xbox One. The Crew 2 ist der Nachfolger des im Jahr 2014 veröffentlichten The Crew. Das Videospiel ermöglicht es dem Spieler, eine Vielzahl von Fahrzeugen zu steuern, darunter Autos, Motorräder, Boote und Flugzeuge.

## Gameplay
Ähnlich wie im Vorgänger The Crew ist The Crew 2 ein Rennspiel. Im Spiel übernehmen die Spieler die Kontrolle über einen relativ unbekannten Rennfahrer, der versucht, sich in mehreren Disziplinen erfolgreich durchzusetzen. Es bietet eine persistente offene Welt für Rennen und freies Herumfahren über eine abgespeckte Darstellung der angrenzenden Vereinigten Staaten. Zusätzlich zu den im Vorgänger fahrbaren Autos (etwa Rallyefahrzeuge, Monstertrucks oder Sportwagen) können die Spieler auch Flugzeuge und Hubschrauber, Motorräder, Hovercrafts sowie Boote steuern. Jedes Fahrzeug hat seine eigene Steuerungsphysik, was bedeutet, dass das Gameplay unterschiedlich ist, wenn die Spieler verschiedene Arten von Fahrzeugen steuern. Das Spiel bietet vier verschiedene Hubwelten, die jeweils ein eigenes Thema und einen eigenen Spielstil haben. Zu diesen Themen gehören Offroad-, Straßenrennen, Pro-Racing und Freestyle. Eine Anpassung der Fahrzeuge ist ebenfalls im Spiel möglich. Es gibt das direkte Anpassen eines Fahrzeuges durch das Auswechseln von optischen Teilen. Eigene sogenannte „Folien“ lassen einen Sticker aufkleben. Seit dem Update „Blazing Shots“ gibt es auch Reifenrauch, farbiges Nitro, Unterbodenbeleuchtung und verschiedene Reifen. Ähnlich wie im ersten Spiel wird ein großer Wert auf den Mehrspielermodus gelegt. Es bietet auch einen kooperativen Multiplayer-Modus, der es Spielern ermöglicht, an verschiedenen Events teilzunehmen. Dieser Modus kann aber ebenso alleine mit KI-Gegnern gespielt werden.

## Entwicklung
The Crew 2 wurde von Ivory Tower, einem Tochterunternehmen des Publishers Ubisoft, entwickelt. Teile der Entwicklung basierten auf den Rückmeldungen, die sie zum Vorgänger erhalten hatten. Eine Hauptkritik war, dass die Spieler nicht genug Freiheit hatten, um die Welt zu erkunden und Missionen zu machen. Um das Problem zu lösen, überarbeitete Ubisoft das Progressionssystem des Spiels und beschloss, sich nicht auf die Erzählung des Spiels zu konzentrieren, was Spieler dazu zwingen würde, Missionen in einer bestimmten Reihenfolge abzuschließen, und stattdessen das Spiel in mehrere Hubwelten aufzuteilen, die jeweils einen einzigartigen Fahrstil repräsentieren. Die Spieler können in diesen Hubs bleiben, um die Missionen zu spielen, die sie interessieren und müssen sich nicht dazu zwingen, andere Hubs zu besuchen, um Missionen zu spielen, die sie nicht interessieren.

## Marketing
Um Spieler seines Vorgängers dazu zu bringen, zu The Crew 2 zurückzukehren, implementierte Ubisoft ein Belohnungsprogramm, mit dem Benutzer bis zu 19 Autos freischalten konnten, wenn sie bestimmte Meilensteine in The Crew erreicht hatten, bevor ihr Nachfolger veröffentlicht wird. Außerdem erhalten alle Spieler von The Crew automatisch den Ferrari 458 Speciale von 2014 nach der Veröffentlichung des Spiels. Außerdem gab der Publisher die Tourenwagen-Version des Mercedes-AMG C 63 und die Harley-Davidson Iron 883 2017 als Vorbestellbonus bekannt, während Spieler, die die Deluxe- oder Gold-Edition bestellen, weitere Fahrzeuge erhalten werden.

## Editionen
| Inhalt:                      | Standard | Deluxe (Digital) | Deluxe (Handel) | Gold (Digital) | Motor Edition (Ubistore) |
| ---------------------------- | -------- | ---------------- | --------------- | -------------- | ------------------------ |
| Drei Tage Vorabzugang        | nein     | nein             | nein            | ja             | ja                       |
| Hauptspiel                   | ja       | ja               | ja              | ja             | ja                       |
| Legendary Motors-Paket       | nein     | ja               | ja              | ja             | ja                       |
| Motorsports Deluxe-Paket     | nein     | ja               | ja              | ja             | ja                       |
| Karte der USA aus dem Spiel  | nein     | nein             | ja              | nein           | ja                       |
| Familien-Aufkleber           | nein     | nein             | ja              | nein           | ja                       |
| Season Pass                  | nein     | nein             | nein            | ja             | ja                       |
| Steelbook                    | nein     | nein             | nein            | nein           | ja                       |
| Amerikanisches Nummernschild | nein     | nein             | nein            | nein           | ja                       |

## Fahrzeugliste
Stand: 19. Juni 2021
| Fahrzeuge                                         | Hersteller              | Fahrzeugtyp  | Zusätzliche Varianten |
| ------------------------------------------------- | ----------------------- | ------------ | --- |
| Abarth 124 Spider (2017)                          | Abarth                  | Auto         | Rally Cross Edition |
| Abarth 500 (2008)                                 | Abarth                  | Auto         | Monster Truck Edition |
| Acura NSX (2017)                                  | Acura                   | Auto         | Drift Edition |
| Acura NSX GT3 (2017)                              | Acura                   | Auto         | |
| Aeroboat SV12                                     | Aeroboat                | Boot         | |
| Alfa Romeo 4C (2013)                              | Alfa Romeo              | Auto         | Serpente Edition |
| Alfa Romeo 8C Competizione (2007)                 | Alfa Romeo              | Auto         | Touring Car Edition |
| Alfa Romeo Giulia Quadrifoglio (2017)             | Alfa Romeo              | Auto         | Outclassed Edition |
| Ariel Atom (2015)                                 | Ariel                   | Auto         | |
| Ariel Nomad (2015)                                | Ariel                   | Auto         | |
| Aston Martin V12 Zagato (2012)                    | Aston Martin            | Auto         | |
| Aston Martin V8 Vantage S (2012)                  | Aston Martin            | Auto         | |
| Aston Martin Vanquish (2012)                      | Aston Martin            | Auto         | |
| Aston Martin Vulcan (2016)                        | Aston Martin            | Auto         | The Duke |
| Audi R8 Coupé V10 Plus (2016)                     | Audi                    | Auto         | |
| Audi RS2 Avant (1993)                             | Audi                    | Auto         | |
| Audi RS3 Sportsback (2022)                        | Audi                    | Auto         | |
| Audi RS5 Coupé (2018)                             | Audi                    | Auto         | |
| Audi RS3 LMS (2017)                               | Audi                    | Auto         | |
| Audi RS 7 Sportsback (2022)                       | Audi                    | Auto         | |
| Audi TT RS Coupé (2017)                           | Audi                    | Auto         | |
| Audi TT RS Roadster (2022)                        | Audi                    | Auto         | |
| Audi S1 EKS RX Quattro (2017)                     | Audi                    | Auto         | |
| Beechcraft Model 17 Staggerwing                   | Beechcraft              | Flugzeug     | Aerobatics Edition |
| Bentley Continental Supersports (2010)            | Bentley                 | Auto         | Touring Car Edition |
| Bentley Mulliner Bacalar (2020)                   | Bentley                 | Auto         | |
| BMW M Performance M4 Racing (2014)                | BMW                     | Auto         | |
| BMW M2 (2017)                                     | BMW                     | Auto         | Beta Handling Edition, Beehive Edition |
| BMW M4 (2014)                                     | BMW                     | Auto         | |
| BMW M5 (2011)                                     | BMW                     | Auto         | Drift Edition |
| BMW M6 GT3 (2016)                                 | BMW                     | Auto         | |
| BMW M8 Competition Coupé (2019)                   | BMW                     | Auto         | Interception Unit |
| BMW M8 (2019)                                     | BMW                     | Auto         | No Rules Edition, Performance Edition |
| BMW R 1200 GS Adventure (2014)                    | BMW                     | Motorrad     | Rally Raid Edition |
| BMW S 1000 RR (2015)                              | BMW                     | Motorrad     | Touring Car Motorbike Edition |
| BMW X6 M (2010)                                   | BMW                     | Motorrad     | |
| BMW Z4 GT3 (2011)                                 | BMW                     | Auto         | |
| BMW Z4 M40i (2019)                                | BMW                     | Auto         | Agent Edition |
| BMW Z4 sDrive35is (2011)                          | BMW                     | Auto         | Drift Edition, Rally Raid Edition |
| BMW i8 Roadster (2018)                            | BMW                     | Auto         | |
| Bugatti Centodieci (2019)                         | Bugatti                 | Auto         | |
| Bugatti Chiron (2017)                             | Bugatti                 | Auto         | Carbon Edition, Interception Unit |
| Bugatti Chiron Super Sport 300+ (2019)            | Bugatti                 | Auto         | Divine Edition |
| Bugatti Divo (2019)                               | Bugatti                 | Auto         | Emerald Storm Edition, Magma Edition |
| Bugatti EB110 Super Sport (1992)                  | Bugatti                 | Auto         | |
| Bugatti La Voiture Noire (2019)                   | Bugatti                 | Auto         | |
| Bugatti Type 57 SC Atlantic (1936)                | Bugatti                 | Auto         | |
| Bugatti Veyron 16.4 (2016)                        | Bugatti                 | Auto         | Deep Blue Edition, Grand Sport Vitesse |
| Cadillac Coupe Deville (1949)                     | Cadillac                | Auto         | Marco’s Cab (Taxi) |
| Cadillac Cyclone XP 74 Concept (1959)             | Cadillac                | Auto         | |
| Cadillac Escalade (2012)                          | Cadillac                | Auto         | Rally Raid Edition, Touring Car Edition, Enforcer Unit                                                                                     |
| Cadillac Eldorado Brougham (1957)                 | Cadillac                | Auto         | |
| Chevrolet 3100 (1951)                             | Chevrolet               | Auto         | The Rocket Co. |
| Chevrolet Camaro RS (1969)                        | Chevrolet               | Auto         | Rally Raid Edition, Rally Cross Edition, Touring Car Edition, Ghost Edition                                                                |
| Chevrolet Camaro SS (2010)                        | Chevrolet               | Auto         | Drift Edition, Drag Race Edition, Rally Raid Edition, Rally Cross Edition, Monster Truck Edition, Touring Car Edition, Bend Edition        |
| Chevrolet Camaro Z28 (1971)                       | Chevrolet               | Auto         | Enforcer Unit |
| Chevrolet Camaro ZL1 (2017)                       | Chevrolet               | Auto         | Rift Edition |
| Chevrolet Corvette C2 (1963)                      | Chevrolet               | Auto         | 2.0 Edition |
| Chevrolet Corvette C3 (1968)                      | Chevrolet               | Auto         | Touring Car Edition, F1R3 Edition |
| Chevrolet Corvette C6.R (2005)                    | Chevrolet               | Auto         | |
| Corvette C7 ZR1 (2019)                            | Chevrolet               | Auto         | Convertible, Gold Nugget Edition, Long Range Edition                                                                                       |
| Chevrolet Corvette C8 Stingray (2020)             | Chevrolet               | Auto         | Interception Unit |
| Chevrolet C8.R (2020)                             | Chevrolet               | Auto         | |
| Chevrolet Corvette C2 Grand Sport (1963)          | Chevrolet               | Auto         | Armored Edition |
| Chevrolet Corvette C7 Stingray (2014)             | Chevrolet               | Auto         | Drift Edition, Drag Race Edition |
| Chevrolet Corvette ZR1 (2009)                     | Chevrolet               | Auto         | |
| Chevrolet Impala (1967)                           | Chevrolet               | Auto         | Lowrider Naranja Edición, Lowrider Red Duchess Edition, Sport Sedan, Touring Car Edition                                                   |
| Chevrolet Silverado 1500 (2010)                   | Chevrolet               | Auto         | Touring Car Edition, Monster Truck Edition, Evo 1 Rally Raid Edition, Evo 2 Rally Raid Edition, Intrepid Outdoors                          |
| Chrysler 300 SRT8 (2013)                          | Chrysler                | Auto         | Crown Edition, Limousine |
| Citroën C3 Racing (2017)                          | Citroën                 | Auto         | |
| Citroën GT (2008)                                 | Citroën                 | Auto         | |
| Creators K.S. Masked Leader (2020)                | fiktional               | Auto         | |
| Creators Tkachenko Ice Hunter (2021)              | fiktional               | Auto         | |
| DCB M31 Widebody (2018)                           | DCB                     | Boot         | |
| DeLorean DMC-12                                   | DeLorean                | Auto         | Monster Truck Edition, Rad Edition |
| Dodge Challenger R/T (1970)                       | Dodge                   | Auto         | |
| Dodge Challenger SRT-8 392 (2012)                 | Dodge                   | Auto         | Drift Edition, Drag Race Edition, Rally Raid Edition, Rally Cross Edition, Monster Truck Edition, Touring Car Edition                      |
| Dodge Challenger SRT Demon (2018)                 | Dodge                   | Auto         | Interception Unit |
| Dodge Challenger SRT Hellcat (2017)               | Dodge                   | Auto         | Drift Edition, Rally Cross Edition, Demolition Derby Edition, Touring Car Edition, Masked Edition                                          |
| Dodge Charger R/T Hemi (1969)                     | Dodge                   | Auto         | |
| Dodge Charger SRT-8 (2012)                        | Dodge                   | Auto         | Rally Cross Edition, Touring Car Edition                                                                                                   |
| Dodge SRT Viper GTS (2013)                        | Dodge                   | Auto         | Drift Edition, Drage Race Edition |
| Dodge Viper Competition Coupé (2003)              | Dodge                   | Auto         | |
| Dodge Viper SRT-10 Coupé (2010)                   | Dodge                   | Auto         | |
| Ducati Diavel (2015)                              | Ducati                  | Motorrad     | |
| Ducati Hypermotard (2015)                         | Ducati                  | Motorrad     | Rally Raid Edition |
| Ducati Monster 1200 S (2015)                      | Ducati                  | Motorrad     | Rally Raid Edition |
| Ducati Panigale R (2015)                          | Ducati                  | Motorrad     | Touring Car Motorbike Edition |
| Ducati draXter (2016)                             | Ducati                  | Motorrad     | |
| Extra 330 SC (2009)                               | Extra Aircraft          | Flugzeug     | |
| Fender Bulk (1975)                                | fiktional               | Auto         | |
| Fender Firenze (1978)                             | fiktional               | Auto         | |
| Fender Frontiera (1956)                           | fiktional               | Auto         | |
| Fender Rattlesnake (1971)                         | fiktional               | Auto         | |
| Fender Vero (1984)                                | fiktional               | Auto         | |
| Ferrari 365 GTB/4 Competizione (1971)             | Ferrari                 | Auto         | |
| Ferrari 458 Italia GT2 (2011)                     | Ferrari                 | Auto         | |
| Ferrari 458 Speciale (2014)                       | Ferrari                 | Auto         | Drift Edition |
| Ferrari 488 GT3 (2016)                            | Ferrari                 | Auto         | |
| Ferrari 488 Pista (2018)                          | Ferrari                 | Auto         | |
| Ferrari 512 TR (1991)                             | Ferrari                 | Auto         | |
| Ferrari 599XX Evo (2011)                          | Ferrari                 | Auto         | |
| Ferrari 812 Superfast (2017)                      | Ferrari                 | Auto         | |
| Ferrari Enzo Ferrari (2002)                       | Ferrari                 | Auto         | |
| Ferrari F12berlinetta (2013)                      | Ferrari                 | Auto         | |
| Ferrari F12tdf (2016)                             | Ferrari                 | Auto         | |
| Ferrari F40 (1987)                                | Ferrari                 | Auto         | |
| Ferrari F40 LM (1987)                             | Ferrari                 | Auto         | |
| Ferrari FXX K (2014)                              | Ferrari                 | Auto         | |
| Ferrari LaFerrari (2014)                          | Ferrari                 | Auto         | |
| Ford Crown Victoria (2008)                        | Ford                    | Auto         | Marco’s Cab (Taxi), Limousine, Interception Unit                                                                                           |
| Ford F-150 Raptor Race Truck (2017)               | Ford                    | Auto         | Ghost Recon Edition |
| Ford F-150 SVT Raptor (2010)                      | Ford                    | Auto         | Monster Truck Edition, Touring Car Edition, Evo 1 Enforcer Unit, Evo 2 Rally Raid Edition                                                  |
| Ford Fiesta (2017)                                | Ford                    | Auto         | |
| Ford Focus RS (2016)                              | Ford                    | Auto         | Drift Edition, Drag Race Edition, Rally Raid Edition, Rally Cross Edition, Touring Car Edition, RX                                         |
| Ford GT (2005)                                    | Ford                    | Auto         | Drift Edition, Touring Car Edition, |
| Ford GT (2017)                                    | Ford                    | Auto         | Interception Unit |
| Ford GT Le Mans Race Car (2016)                   | Ford                    | Auto         | |
| Ford Mustang Boss 429 (1969)                      | Ford                    | Auto         | Lime Edition |
| Ford Mustang GT (2011)                            | Ford                    | Auto         | Drift Edition, Drag Race Edition, Rally Raid Edition, Rally Cross Edition, Monster Truck Edition, Touring Car Edition                      |
| Ford Mustang GT Fastback (2015)                   | Ford                    | Auto         | Drift Edition |
| Ford Mustang Shelby GT500 (2020)                  | Ford-Shelby             | Auto         | Interception Unit |
| Ford Shelby GT500 (2013)                          | Ford-Shelby             | Auto         | |
| Frauscher 1414 Demon (2016)                       | Frauscher               | Boot         | |
| Granville Gee Bee R-1 (1934)                      | Granville               | Flugzeug     | Aerobatics Edition |
| Harley-Davidson Iron 883 (2017)                   | Harley-Davidson         | Motorrad     | |
| Harley-Davidson Street Glide (2017)               | Harley-Davidson         | Motorrad     | |
| Harmon Rocket HR III (2018)                       | Harmon Rocket           | Flugzeug     | Aerobatics Edition |
| Honda Civic Type R (2016)                         | Honda                   | Auto         | |
| Honda S2000 Ultimate Edition (2009)               | Honda                   | Auto         | Red Panther Edition |
| Hummer H1 Alpha (2006)                            | Hummer                  | Auto         | Monster Truck Edition, Evo 1 Rally Raid Edition, Evo 2 Rally Raid Edition,                                                                 |
| Hummer HX Concept (2008)                          | Hummer                  | Auto         | Enforcer Unit |
| Ice Marine Bladerunner 35 (2017)                  | Ice Marine              | Boot         | |
| Indian Chief Dark Horse (2015)                    | Indian                  | Motorrad     | |
| Indian Scout (2015)                               | Indian                  | Motorrad     | |
| Jaguar C-X75 concept (2013)                       | Jaguar                  | Auto         | |
| Jaguar E-Type Series 1 Convertible (1961)         | Jaguar                  | Auto         | Coupé |
| Jaguar F-Type SVR Coupé (2017)                    | Jaguar                  | Auto         | Beta Handling Edition, Professional Edition                                                                                                |
| Jeep Grand Cherokee SRT8 (2012)                   | Jeep                    | Auto         | Rally Raid Edition, Monster Truck Edition                                                                                                  |
| Jeep MOAB Quicksand Concept (2017)                | Jeep                    | Auto         | |
| Jeep Wrangler (2012)                              | Jeep                    | Auto         | Pioneer Edition, Evo 1 Rally Raid Edition, Evo 2 Rally Raid Edition                                                                        |
| Kawasaki GPZ 900 R „Ninja“ (1984)                 | Kawasaki                | Motorrad     | |
| Kawasaki KX450F (2015)                            | Kawasaki                | Motorrad     | Street Race Edition, Rally Raid Edition |
| Kawasaki Ninja H2 (2015)                          | Kawasaki                | Motorrad     | Light Rider Edition |
| Kawasaki Z 1000 ABS (2015)                        | Kawasaki                | Motorrad     | |
| Koenigsegg Agera R (2012)                         | Koenigsegg              | Auto         | Drift Edition |
| Koenigsegg Gemera (2020)                          | Koenigsegg              | Auto         | |
| Koenigsegg Jesko (2020)                           | Koenigsegg              | Auto         | |
| Koenigsegg One:1 (2014)                           | Koenigsegg              | Auto         | |
| Koenigsegg Regera (2015)                          | Koenigsegg              | Auto         | |
| KTM 1190 RC8 R (2015)                             | KTM                     | Motorrad     | Power Track Edition, Touring Car Motorbike Edition                                                                                         |
| KTM 1290 Super Duke R ABS (2015)                  | KTM                     | Motorrad     | |
| KTM 450 EXC (2015)                                | KTM                     | Motorrad     | Street Race Edition, Nighthawk Edition, Red Bull Edition, Rally Edition                                                                    |
| KTM X-Bow R (2016)                                | KTM                     | Auto         | |
| Lamborghini Aventador LP 700-4 (2012)             | Lamborghini             | Auto         | Drift Edition |
| Lamborghini Countach LP 500 Quattrovalvole (1985) | Lamborghini             | Auto         | |
| Lamborghini Countach LPI 800-4 (2021)             | Lamborghini             | Auto         | |
| Lamborghini Diablo GT (1999)                      | Lamborghini             | Auto         | |
| Lamborghini Egoista (2013)                        | Lamborghini             | Auto         | |
| Lamborghini Gallardo LP 570-4 Super Trofeo (2013) | Lamborghini             | Auto         | |
| Lamborghini LP 570-4 Superleggera (2011)          | Lamborghini             | Auto         | |
| Lamborghini Huracán LP610-4 (2015)                | Lamborghini             | Auto         | |
| Lamborghini Huracán LP620-2 Super Trofeo (2015)   | Lamborghini             | Auto         | |
| Lamborghini Huracán Performante (2018)            | Lamborghini             | Auto         | |
| Lamborghini Miura SV (1971)                       | Lamborghini             | Auto         | |
| Lamborghini Murciélago LP640 (2006)               | Lamborghini             | Auto         | Drift Edition |
| Lamborghini Murciélago R-GT (2003)                | Lamborghini             | Auto         | |
| Lamborghini Reventón (2007)                       | Lamborghini             | Auto         | |
| Lamborghini Veneno (2013)                         | Lamborghini             | Auto         | Interception Unit |
| Lancia Delta S4 (1985)                            | Lancia                  | Auto         | |
| Lancia Rally 037 (1982)                           | Lancia                  | Auto         | |
| Land Rover Defender Works V8 (2018)               | Land Rover              | Auto         | 70th Edition, Intrepid Outdoors, Pierce Edition                                                                                            |
| Lotus Evora GTE (2012)                            | Lotus Cars              | Auto         | Overcut Edition |
| Lotus Exige S (2013)                              | Lotus Cars              | Auto         | Rally Cross Edition |
| Maserati Alfieri Concept (2014)                   | Maserati                | Auto         | |
| Maserati GranTurismo S (2009)                     | Maserati                | Auto         | Touring Car Edition |
| Maserati MC12 (2004)                              | Maserati                | Auto         | Versione Corse |
| Maserati MC20                                     | Maserati                | Auto         | |
| Mazda MX-5 (2016)                                 | Mazda                   | Auto         | Touring Car Edition |
| Mazda RX-7 Turbo 10th Anniversary (1988)          | Mazda                   | Auto         | |
| Mazda RX-7 (2002)                                 | Mazda                   | Auto         | Drift Edition |
| Mazda RX-8 (2010)                                 | Mazda                   | Auto         | Gold Edition, Thunderwave Edition |
| McLaren 12C (2013)                                | McLaren                 | Auto         | Drift Edition |
| McLaren 12C GT3 (2014)                            | McLaren                 | Auto         | |
| McLaren F1 (1993)                                 | McLaren                 | Auto         | |
| McLaren P1 (2013)                                 | McLaren                 | Auto         | |
| Mercedes-AMG C 63 AMG Coupé Black Series (2012)   | Mercedes-AMG            | Auto         | Beta Handling Edition |
| Mercedes-AMG C 63 S Coupé (2016)                  | Mercedes-AMG            | Auto         | |
| Mercedes-AMG C 63 Touring Car (2016)              | Mercedes-AMG            | Auto         | |
| Mercedes-AMG C-Coupé Touring Car (2012)           | Mercedes-AMG            | Auto         | |
| Mercedes-AMG GT (2015)                            | Mercedes-AMG            | Auto         | |
| Mercedes-AMG GT3 (2015)                           | Mercedes-AMG            | Auto         | |
| Mercedes-Benz SL 63 AMG (2009)                    | Mercedes-AMG            | Auto         | Touring Car Edition |
| Mercedes-Benz SLS AMG GT3 (2011)                  | Mercedes-AMG            | Auto         | |
| Mercedes-Benz 300 SLR Uhlenhaut-Coupé (1955)      | Mercedes-Benz           | Auto         | Touring Car Edition |
| Mercedes-Benz GLC 250 4MATIC Coupé (2016)         | Mercedes-Benz           | Auto         | |
| Mercedes-Benz SLR McLaren 722 Edition (2007)      | Mercedes-Benz           | Auto         | |
| Mercedes-Benz SLR McLaren 722 GT (2007)           | Mercedes-Benz           | Auto         | |
| Mercedes-Benz SLS AMG (2010)                      | Mercedes-Benz           | Auto         | |
| Mercedes-Benz X-Klasse (2017)                     | Mercedes-Benz           | Auto         | |
| Mini Cooper S (2010)                              | Mini                    | Auto         | Rally Cross Edition, Touring Car Edition                                                                                                   |
| Mini Cooper S Countryman All4 (2013)              | Mini                    | Auto         | Rally Cross Edition |
| Mini Countryman All4 Racing (2013)                | X-Raid                  | Auto         | |
| Mitsubishi 300GT VR4 (1994)                       | Mitsubishi              | Auto         | Interception Unit |
| Mitsubishi Eclipse GSX (1999)                     | Mitsubishi              | Auto         | Star Edition |
| Mitsubishi Lancer Evolution X (2014)              | Mitsubishi              | Auto         | Drift Edition, Black Knight Edition, Red Fury Edition                                                                                      |
| Mitsubishi Lancer WRC05 (2005)                    | Mitsubishi              | Auto         | |
| MV Agusta Brutale 800 Dragster RR (2016)          | MV Agusta               | Motorrad     | |
| MV Agusta F4 RR (2017)                            | MV Agusta               | Motorrad     | |
| Nissan 300ZX (Z32) (1994)                         | Nissan                  | Auto         | Malu Edition |
| Nissan 370Z (2013)                                | Nissan                  | Auto         | Drift Edition, Drag Race Edition, Rally Raid Edition, Rally Cross Edition, Monster Truck Edition, Touring Car Edition                      |
| Nissan 370Z Nismo (2016)                          | Nissan                  | Auto         | Drift Edition |
| Nissan Fairlady Z 432 (1970)                      | Nissan                  | Auto         | Rally Cross Edition |
| Nissan GT-R (2015)                                | Nissan                  | Auto         | |
| Nissan R390 GT1 (1998)                            | Nissan                  | Auto         | |
| Nissan Skyline GT-R (2002)                        | Nissan                  | Auto         | Drift Edition, Drag Race Edition, Rally Raid Edition, Rally Cross Edition, Monster Truck Edition, Touring Car Edition, High Octane Edition |
| North American P-51 Mustang Strega (1945)         | North American Aviation | Flugzeug     | Aerobatics Edition |
| Pagani Huayra (2012)                              | Pagani                  | Auto         | Rubicone Edizione |
| Pagani Zonda F (2005)                             | Pagani                  | Auto         | |
| Pagani Zonda R (2008)                             | Pagani                  | Auto         | |
| Peugeot 3008 DKR Maxi (2018)                      | Peugeot                 | Auto         | |
| Pilatus PC21 (2002)                               | Pilatus                 | Flugzeug     | Aerobatics Edition |
| Plymouth Road Runner (1970)                       | Plymouth                | Auto         | Freedom Edition |
| Pontiac Firebird T/A (1982)                       | Pontiac                 | Auto         | |
| Porsche 550 Spyder (1955)                         | Porsche                 | Auto         | |
| Porsche 911 Carrera 4S (2020)                     | Porsche                 | Auto         | |
| Porsche 911 GT1 (1996)                            | Porsche                 | Auto         | |
| Porsche 911 GT3 Cup (2017)                        | Porsche                 | Auto         | |
| Porsche 911 GT3 RS (2016)                         | Porsche                 | Auto         | RD Limited Edition |
| Porsche 911 Speedster (2019)                      | Porsche                 | Auto         | Winter Agent Edition |
| Porsche 911 Turbo 3.6 (1993)                      | Porsche                 | Auto         | |
| Porsche 918 Spyder (2015)                         | Porsche                 | Auto         | |
| Porsche 935 2.0 Coupé „Baby“ (1977)               | Porsche                 | Auto         | |
| Porsche 959 Raid (1985)                           | Porsche                 | Auto         | |
| Porsche Carrera GT (2003)                         | Porsche                 | Auto         | Green Flash Edition |
| Porsche Cayman GT4 (2016)                         | Porsche                 | Auto         | Wasp Edition |
| Porsche Panamera Turbo S Sport Turismo (2022)     | Porsche                 | Auto         | |
| Proto A500 (2016)                                 | fiktional               | Hubschrauber | |
| Proto Alpha Mark II (2018)                        | fiktional               | Auto         | |
| Proto Alpha Mark X (2020)                         | fiktional               | Auto         | |
| Proto Brawler (2017)                              | fiktional               | Boot         | |
| Proto Buggy (2017)                                | fiktional               | Auto         | |
| Proto BumbleBEEX (2018)                           | fiktional               | Hovercraft   | |
| Proto Double L-EEX (2018)                         | fiktional               | Hovercraft   | |
| Proto Hornet (2017)                               | fiktional               | Boot         | |
| Proto HuP One (1930)                              | fiktional               | Auto         | Monster Truck Edition, Touring Car Edition, Burning Wheels Edition, Inferno Edition                                                        |
| Proto Leopard (2017)                              | fiktional               | Boot         | |
| Proto Offshore Mk1 (2017)                         | fiktional               | Boot         | |
| Proto Offshore Mk2 (2018)                         | fiktional               | Boot         | |
| Proto Sportsman NZ Edition (2017)                 | fiktional               | Boot         | |
| Proto Speedster (2018)                            | fiktional               | Hovercraft   | |
| Proto XK Armored (2018)                           | fiktional               | Hovercraft   | |
| Proto XT3 (2018)                                  | fiktional               | Hovercraft   | |
| Ram 1500 Rebel TRX Concept (2017)                 | Ram Trucks              | Auto         | Enforcer Unit |
| Red Bull RB13 (2017)                              | Red Bull Racing         | Auto         | |
| Red Bull RB14 (2018)                              | Red Bull Racing         | Auto         | Disruption Edition |
| Renault New Renault Megane R.S. (2018)            | Renault                 | Auto         | |
| Renault R.S.01 (2016)                             | Renault                 | Auto         | |
| Ruf 3400 K (2007)                                 | Ruf Automobile          | Auto         | Drag Race Edition, Rally Raid Edition |
| Ruf CTR-3 (2007)                                  | Ruf Automobile          | Auto         | Drag Race Edition |
| Saleen S7 Twin-Turbo (2005)                       | Saleen                  | Auto         | |
| Saleen S7R (2000)                                 | Saleen                  | Auto         | |
| Shelby GT500 (1967)                               | Shelby                  | Auto         | Drift Edition, Touring Car Edition, Rally Cross Edition                                                                                    |
| Slick Aircraft Slick 360HP (2017)                 | Slick Aircraft          | Flugzeug     | Aerobatics Edition |
| Spyker C8 Aileron (2008)                          | Spyker Cars             | Auto         | |
| Supermarine Spitfire MK IX (1942)                 | Supermarine             | Flugzeug     | Aerobatics Edition |
| Suzuki GSX-R1000R (2018)                          | Suzuki                  | Motorrad     | |
| Suzuki GSX-RR (2016)                              | Suzuki                  | Motorrad     | |
| Suzuki RM-Z450 (2016)                             | Suzuki                  | Motorrad     | |
| TVR Griffith (2017)                               | TVR                     | Auto         | Peppermint Edition |
| TVR Sagaris (2004)                                | TVR                     | Auto         | |
| Vector V40R (2018)                                | Jaguar Vector           | Boot         | |
| VW Käfer (1967)                                   | Volkswagen              | Auto         | Kahakai Edition, Rally Raid Edition, Hoodlum Racing Crew Edition                                                                           |
| VW Golf GTI (2014)                                | Volkswagen              | Auto         | Dash Edition |
| VW Kombi 21 Window Bus (1966)                     | Volkswagen              | Auto         | Ghost Hunt Edition, High School Edition |
| VW Race Touareg 3 (2011)                          | Volkswagen              | Auto         | |
| VW Touareg NF (2011)                              | Volkswagen              | Auto         | |
| Waco Aircraft Waco YMF-5D Super (2018)            | Waco Aircraft           | Flugzeug     | Aerobatics Edition |
| Yamaha YZ 450 F (2018)                            | Yamaha                  | Motorrad     | |
| Zivko Edge 540 V3 (2016)                          | Zivko                   | Flugzeug     | Aerobatics Edition |

## Rezeption
The Crew 2 hat international mittelmäßige Bewertungen erhalten. Die Rezensionsdatenbank Metacritic aggregiert beispielsweise auf Basis von 57 Rezensionen für die PlayStation 4 einen Gesamtwert von 64. Das Spiel erhielt in der deutschen Fachpresse bessere Durchschnittsbewertungen als international.
Ulrich Steppberger von Maniac sowie Benjamin Braun von GamePro loben die Vielfalt und die Quantität an spielbaren Fahrzeugen mit über 250 Vehikeln von über 50 Herstellern. Weiterhin wurden die abwechslungsreichen Renndisziplinen positiv bewertet.
Negative Aspekte sind der Gummiband-Effekt der KI-Gegner sowie die Online-Pflicht, welche konsistent von den Rezensenten kritisiert wurden.